# Cappella del Cardinale del Portogallo
La cappella del Cardinale del Portogallo (o cappella di San Giacomo) è una cappella rinascimentale di Firenze, nella chiesa di San Miniato al Monte, dove si apre nella navata sinistra, in un ambiente staccato dal corpo basilicale e dotato di copertura propria. Si tratta di una delle opere più significative dei decenni centrali del Quattrocento a Firenze.

## Storia
La cappella venne realizzata secondo le volontà testamentarie del cardinale Giacomo di Lusitania, membro della famiglia reale del Portogallo morto a Firenze il 27 agosto 1459 a soli venticinque anni d'età. L'umanista Vespasiano da Bisticci riporta come fu lo stesso giovane religioso, ormai sul punto di morire di malattia, a richiedere la sepoltura nella chiesa olivetana di San Miniato, e l'esecuzione testamentaria fu curata dal Álvaro Afonso, vescovo di Silves e, dal 1467, arcivescovo di Evora. Le ingenti spese per la cappella vennero coperte solo in parte dal lascito del cardinale, ma i suoi congiunti provvidero a sostenere tutti i costi.
L'architetto viene tradizionalmente indicato come Antonio Manetti, seguace di Brunelleschi morto nel 1446, ma i documenti dei pagamenti hanno invece confermato l'intervento della bottega dei fratelli Antonio e Bernardo Rossellino.
La cappella venne progettata come una celebrazione sfarzosa del cardinale e della sua casata, rappresentando l'esempio più eloquente di quel gusto tipico della Firenze del pieno Rinascimento, legato alla varietà di materiali, di tecniche, di modi espressivi e di riferimenti culturali, che tutti insieme concorrono a creare un effetto elegante e sottilmente scenografico.

## Architettura
La cappella è concepita come una struttura a sé stante dalla chiesa, messa in comunicazione con la navata da un grande arco a lacunari, incorniciato da paraste con capitelli corinzi e fiancheggiato in alto da due Profeti affrescati da Alesso Baldovinetti, autore anche di altre pitture nell'interno. Sopra l'arco, entro una lunetta, campeggia lo stemma del defunto col galero cardinalizio e un'iscrizione che ricorda la traslazione del corpo e la consacrazione nel 1466 da parte del vescovo Álvaro, con dedica ai santi Giacomo, Vincenzo ed Eustachio.

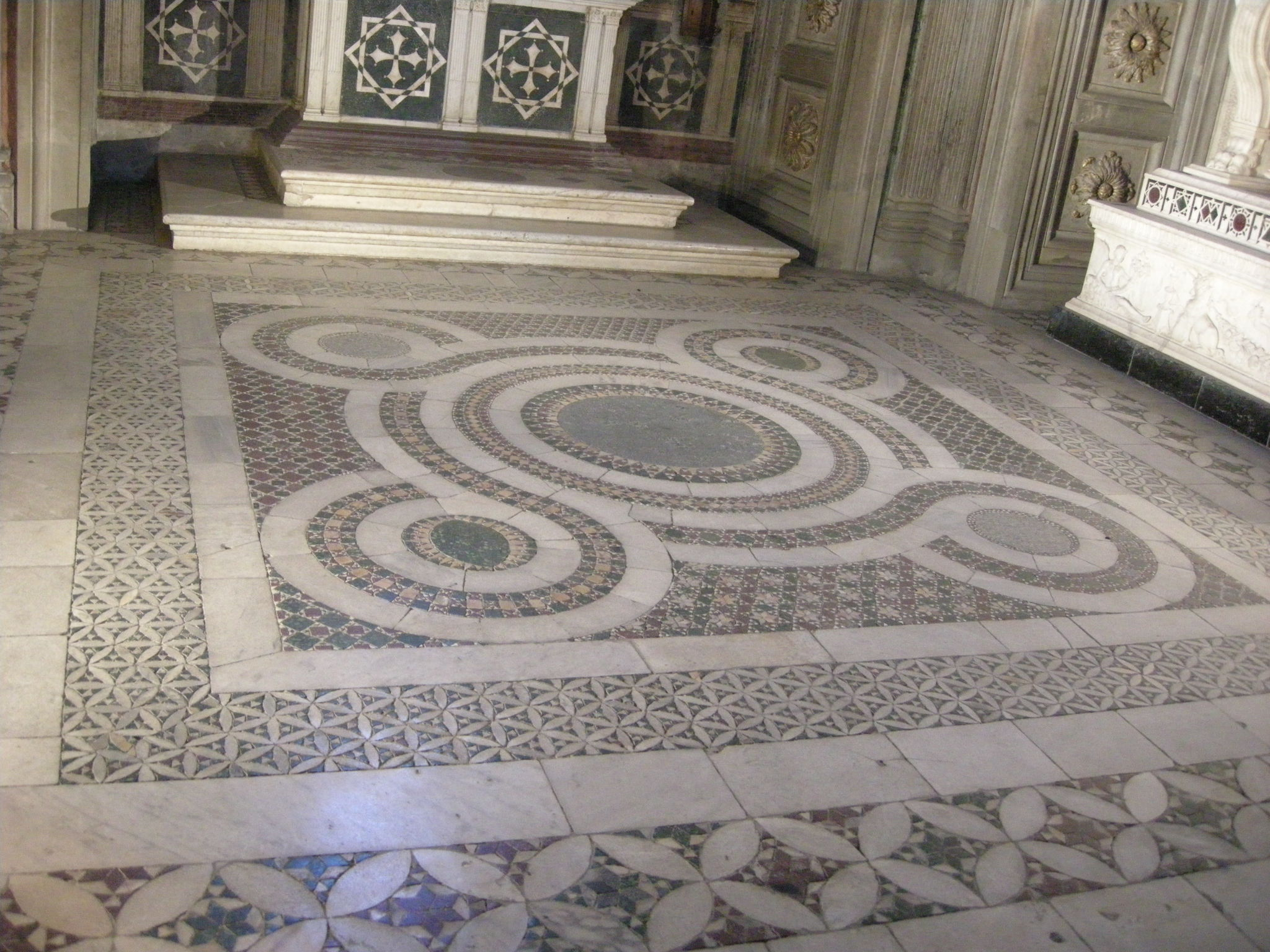
Il pavimento

La pianta presenta un'aula a base quadrata, coperta da volta a vela decorata da medaglioni. I quattro bracci poco profondi, che creano una pianta a croce greca, sono inquadrate da arconi con l'intradosso a lacunari. Gli spigoli sono occupati da paraste scanalate con semicapitelli corinzi, oltre i quali corre un fregio con stemmi araldici dipinti. Sopra il cornicione del fregio si trovano quattro lunette affrescate con al centro finestre a monofora.
In aderenza al più tipico stile brunelleschiano tutte le membrature architettoniche sono in pietra serena, ma la cromia delle pareti, della volta e del pavimento mosaicato a motivi cosmateschi, creano uno straordinario effetto policromo, dove nessuna superficie è priva di decorazioni. Ma quello che salta più all'occhio è il notevole equilibrio tra le parti architettoniche, pittoriche (la tavola di Antonio Pollaiolo, copia dell'originale oggi agli Uffizi, gli affreschi del Baldovinetti), parti scolpite (la tomba opera di Antonio Rossellino) e lo stupendo soffitto di Luca della Robbia in terracotta invetriata dove si compenetrano il colorismo del mosaico e la plasticità della scultura. Questa felice collaborazione tra artisti di materie diverse veniva precettata da Leon Battista Alberti, che dopotutto era stato il maestro di Bernardo Rossellino.
La cappella era arricchita anticamente di altre opere scomparse, quali i preziosi seggi lignei scolpiti e intarsiati, i ricchi paramenti sacri, il crocifisso d'oro e smalti che ornava l'altare, le lampade d'argento e i costosi codici miniati. Ciascun braccio ha una decorazione diversa, ma l'insieme è unificato dal fregio continuo con le armi dei reali del Portogallo e dal ricorrere del rivestimento in porfido e serpentino.

## Decorazione

### Il pavimento

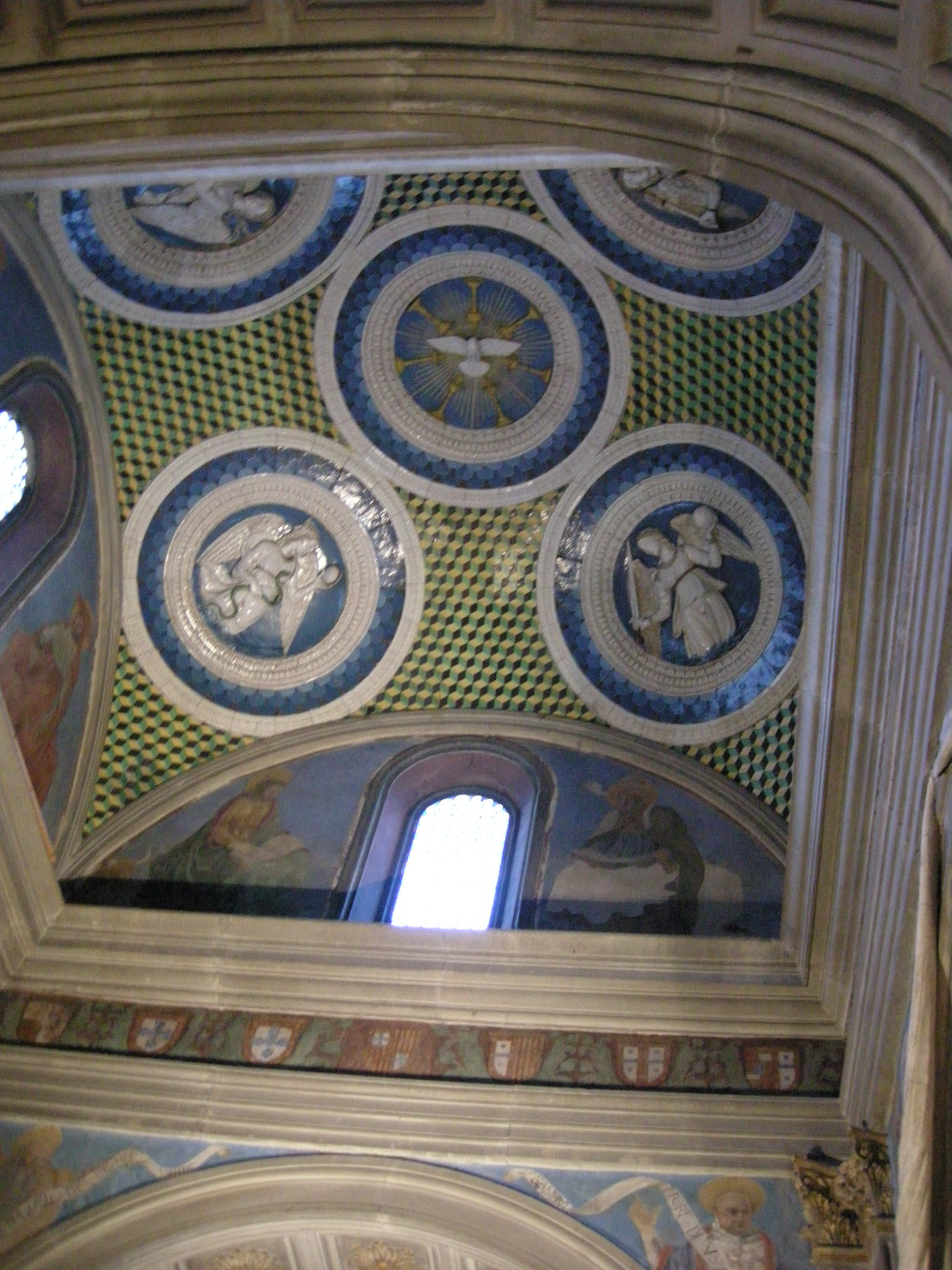
Il soffitto

Il pavimento in opus sectile venne pagato al marmoraro Stefano di Bartolommeo tra il 1465 e il 1466. L'ispirazione più diretta è la tradizione cosmatesca, fiorita a Roma e nel Lazio tra i secoli XII e XIII, con materiali giunti dalla stessa Roma, come il porfido rosso, che allude alla stirpe reale del defunto.

### Il soffitto
Il soffitto, opera di Luca della Robbia, ripropone lo schema geometrico del pavimento: un medaglione centrale contornato da altri quattro, incorniciati da scaglie azzurre di intensità digradante, sullo sfondo a piccoli cubi colorati (sono i colori araldici della Casa di Portogallo, giallo, verde e porpora) e orientati illusionisticamente come piccoli cubi in assonometria. Nei quattro tondi laterali si trovano le Virtù cardinali (Temperanza, Prudenza, Giustizia e Fortezza), mentre al centro è la colomba dello Spirito Santo.

### La tomba del Cardinale

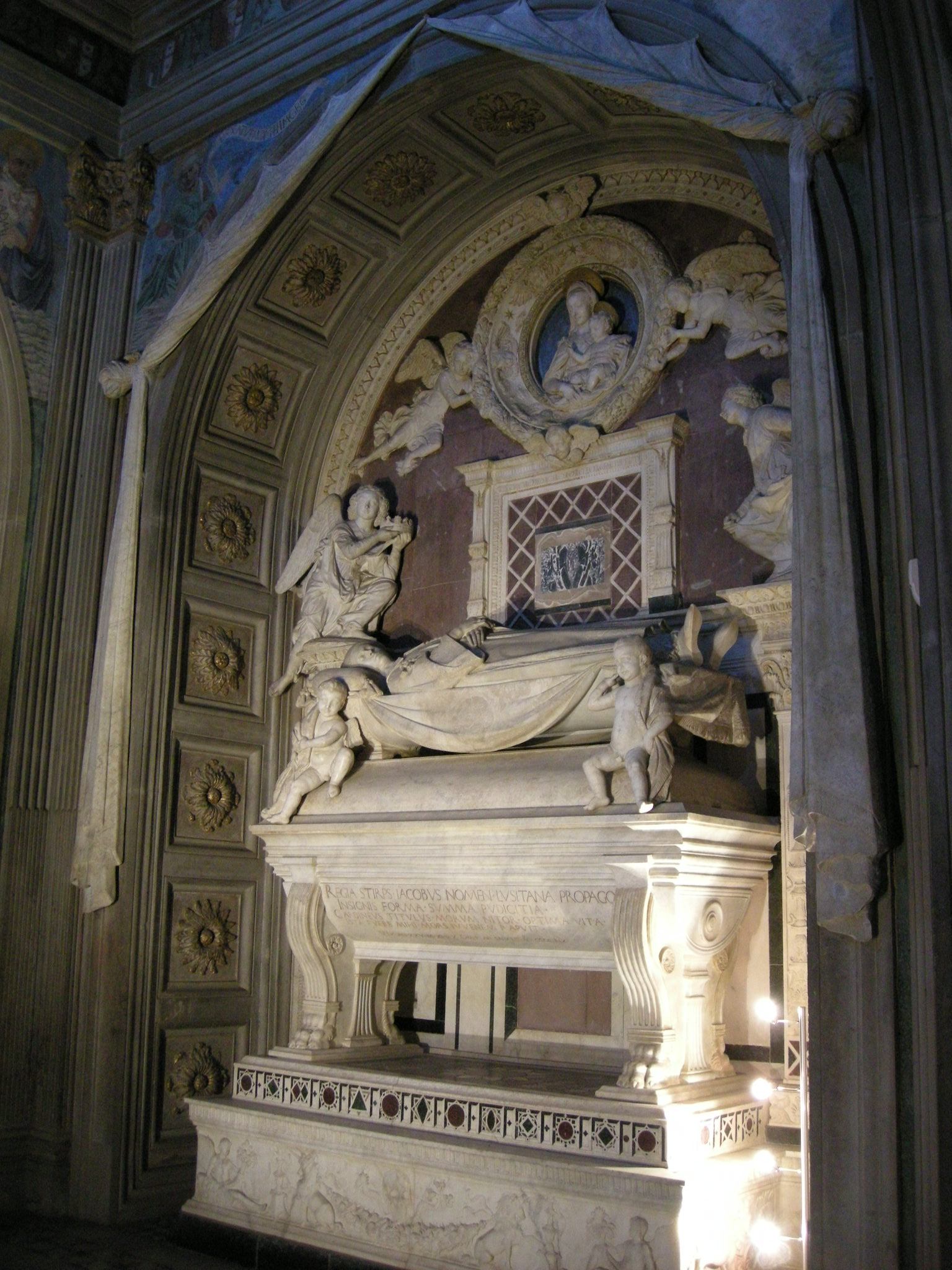
La tomba del Cardinale

La parete sud-est è occupata dalla monumentale tomba del cardinale, che è il fulcro dell'intera cappella, opera di Antonio Rossellino, con la collaborazione del fratello Bernardo e altri. Lo schema riprende il modello della tomba ad arcosolio rinascimentale, messo a punto dallo stesso Bernardo Rossellino negli anni 1446-1450 in Santa Croce. Innovazioni furono l'inserimento del monumento nell'insieme architettonico unitario della cappella e la concezione come tableau vivant, cioè una scena animata che prende forma come se le cortine delle tende che la incorniciano fossero appena state dischiuse.
Lo sfondo del complesso scultoreo è il marmo rosso di Maremma, sul quale spicca il marmo bianco delle figure e del sarcofago, un tempo ornate di abbondanti dorature oggi in parte scomparse. Ogni decorazione concorre a mettere in scena il "trionfo ultraterreno" del cardinale. Nuova è la comparsa di soggetti mitologici, piegati a significati filosofici e cristiani. Lo stile generale è caratterizzato dalla ricchezza di figure, atteggiate con naturalezza sciolta, che creano un'elegante animazione, mai sperimentata in monumenti anteriori. Il modellato delle sculture è sensibilissimo e crea effetti illusionistici che sono ormai lontani dalla ricerca razionale che aveva animato gli artisti rinascimentali della prima generazione.
La parte superiore ospita il tondo con la Madonna col Bambino benedicente, circondato da testine alate, stelle e nuvolette del Paradiso entro una ghirlanda, sorretta da due angeli sospesi in volo. Al di sotto si trova il sarcofago, rialzato su un basamento finemente scolpito. L'iscrizione in lettere capitali romane ricorda il defunto, la sua stirpe e il suo rango cardinalizio. Sul catafalco giace il defunto scolpito, ritratto nel sonno eterno coi paramenti religiosi. Il drappo sul quale è posto il defunto è retto ai due lati da due putti seduti in maniera precaria alle estremità del sarcofago. Una cornice con paraste scolpite con decorazioni a candelabra inquadra il sarcofago e il catafalco, facendo da base a due angeli genuflessi, recanti la corona, simbolo della regalità del defunto, e una palma bronzea (perduta da un tempo imprecisato), simbolo di martirio.
Al centro infine, tra la cornice del catafalco, gli angeli e il tondo della Madonna, si trova un'altra cornice più piccola, di dimensioni ben calibrate, con una finta grata al centro, realizzata in marmi bianchi e rossi e con una lastra di marmo di Aquitania, bordata da giallo-onice e due listelli in marmo verde di Prato. La posizione privilegiata di questa lastra sottintende sicuramente dei significati simbolici, legati probabilmente a un richiamo al suo altare portatile personale.
Il bassorilievo del basamento contiene ulteriori elementi simbolici, tra le più antiche testimonianze di miti antichi riutilizzati in chiave neoplatonica e cristiana: il tema della tauromachia di ascendenza mitraica sui lati brevi (simbolo di resurrezione e di forza morale), l'auriga sul carro (simbolo platonico della mente che guida l'anima e domina le passioni), gli unicorni che si affrontano (simbolo di verginità) e i geni seduti su teste leonine (forza). Al centro, sopra la ghirlanda, si trova il teschio affiancato dal giglio e dalla palma, simboli della purezza e dell'immortalità dell'anima. Il complesso simbolico allude alle virtù morali del giovane prelato, alla vittoria sulle passioni e all'ascesi.

### L'altare

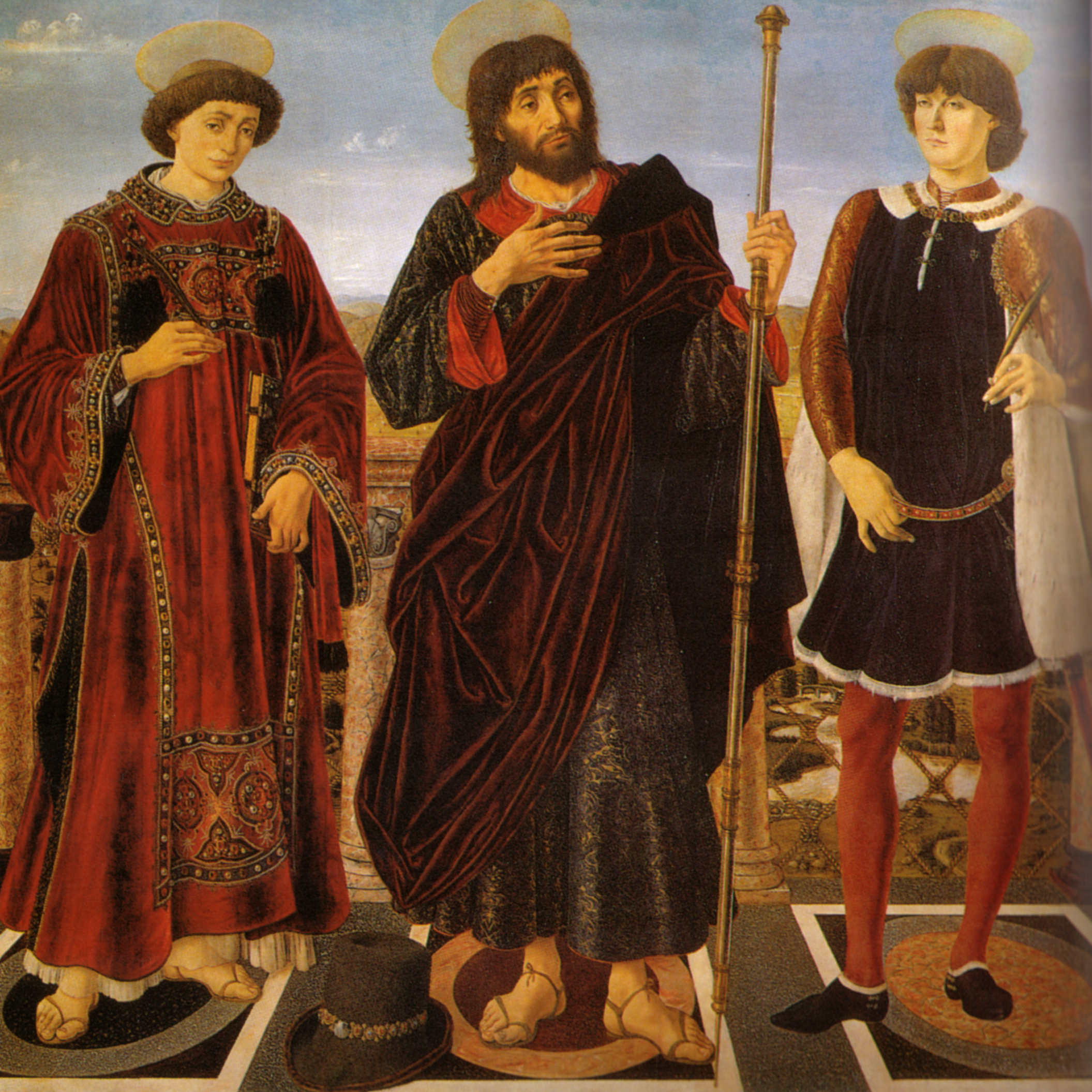
La pala d'altare, Santi Vincenzo, Giacomo Maggiore ed Eustachio di Antonio e Piero del Pollaiolo

La parete dell'altare si trova davanti all'arco di ingresso. L'arco di questo lato è bordato da un tendaggio rosso dipinto, sollevati da angeli in volo, che riecheggiano quelli del sepolcro. L'altare, decorato da tarsie marmoree, è decorato da una copia della pala di Antonio Pollaiolo e suo fratello Piero (1466-1467), coi Santi Vincenzo, Giacomo Maggiore ed Eustachio. Il primo era patrono di Lisbona e del Portogallo, Giacomo era omonimo del cardinale e Eustachio alludeva al titolo cardinalizio. Il paesaggio retrostante è visto a volo d'uccello e ricorda la pittura fiamminga coeva. Il santo centrale, Giacomo, è leggermente avanzato e colto con naturalezza mentre si mette la mano al petto e guarda verso destra, verso la tomba del cardinale, indirizzando quindi lo sguardo dell'osservatore. Energica è la linea del complesso panneggio di velluto che si increspa sul corpo del santo creando una densa macchia di colore cangiante, sotto la quale emerge il damasco finissimo della veste. I santi laterali sono attribuiti alla mano di Piero, privi della drammaticità data dalla linea tipica di Antonio, risultando più deboli, soprattutto Eustachio.
I tre santi, in primo piano, si stagliano monumentali su un pavimento che richiama quello reale della cappella; le figure sono poste al di qua di una balaustra con colonnine di marmo mischio e un'inferriata, che probabilmente era simile alla cancellata originale della cappella (quella odierna è stata rifatta agli inizi del Novecento).
La pala è oggi agli Uffizi e qui sostituita da una copia. La pala è opera di collaborazione, mentre il dipinto murale che fa da sfondo è attribuito al solo Piero.
La cornice è antica e reca un'iscrizione e lo stemma del cardinale.

### La parete dell'Annunciazione

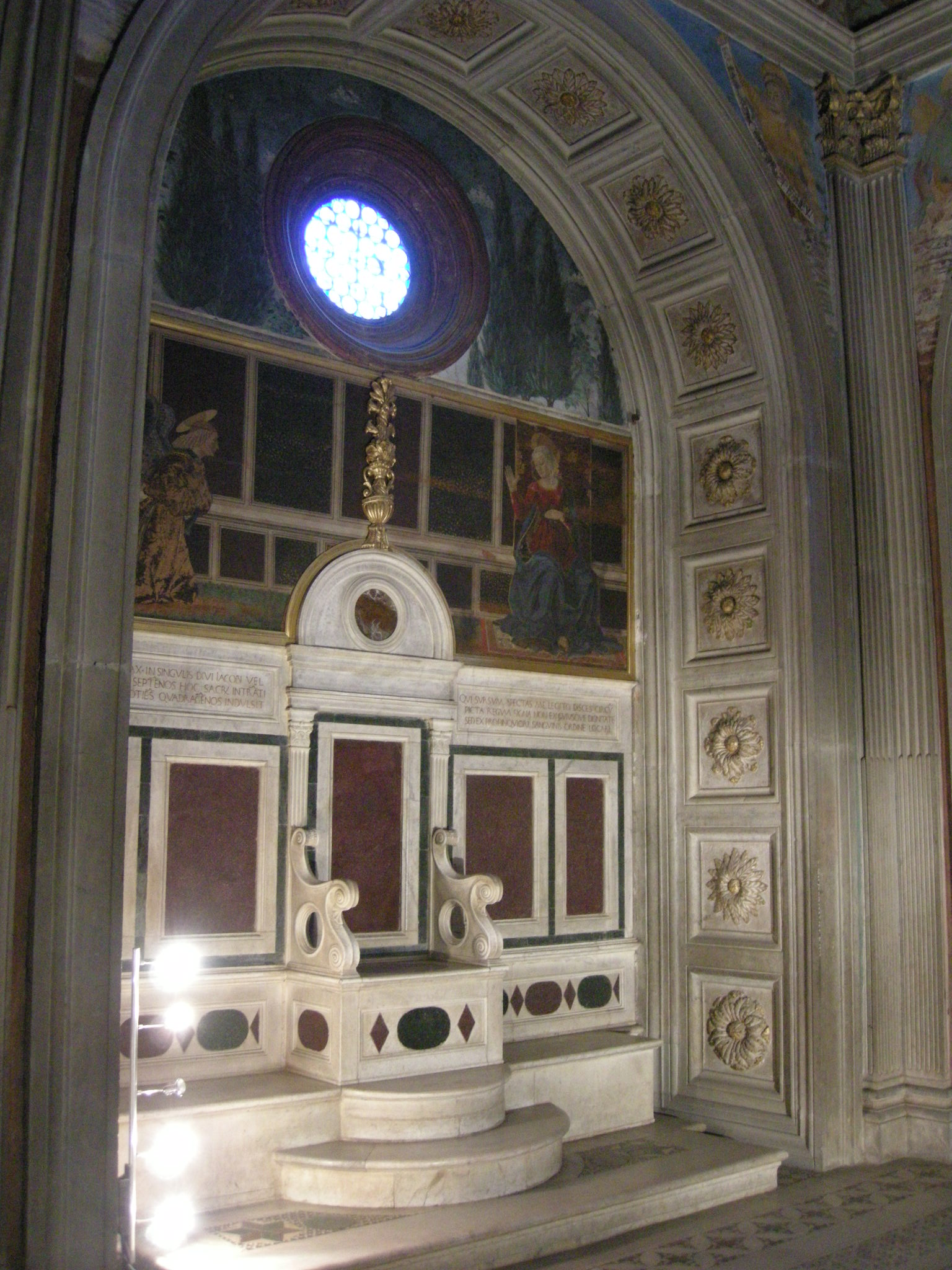
Il lato dell'Annunciazione

La parete opposta al sepolcro fu l'ultima ad essere decorata. La fascia inferiore ha un rivestimento marmoreo bianco con pannelli in porfido, dove al centro si trova la cattedra vescovile, opera del 1466 di Antonio Rossellino. La fascia superiore è decorata dalla tavola dell'Annunciazione di Alesso Baldovinetti, che completa l'iconografia salvifica della cappella e si lega al concetto di purezza. Nella lunetta soprastante, tra un paesaggio di alberi finemente affrescato dal Baldovinetti, si vede il raggio dello Spirito Santo che va verso la pittura della Madonna e al centro si apre la finestra a oculo dalla quale proviene la luce naturale.
Le due iscrizioni ricordano le indulgenze speciali concesse da papa Paolo II e la teoria dei ventinove stemmi nobiliari dipinti sul fregio interno della cappella, che esaltano la stirpe del defunto.

### Gli altri affreschi

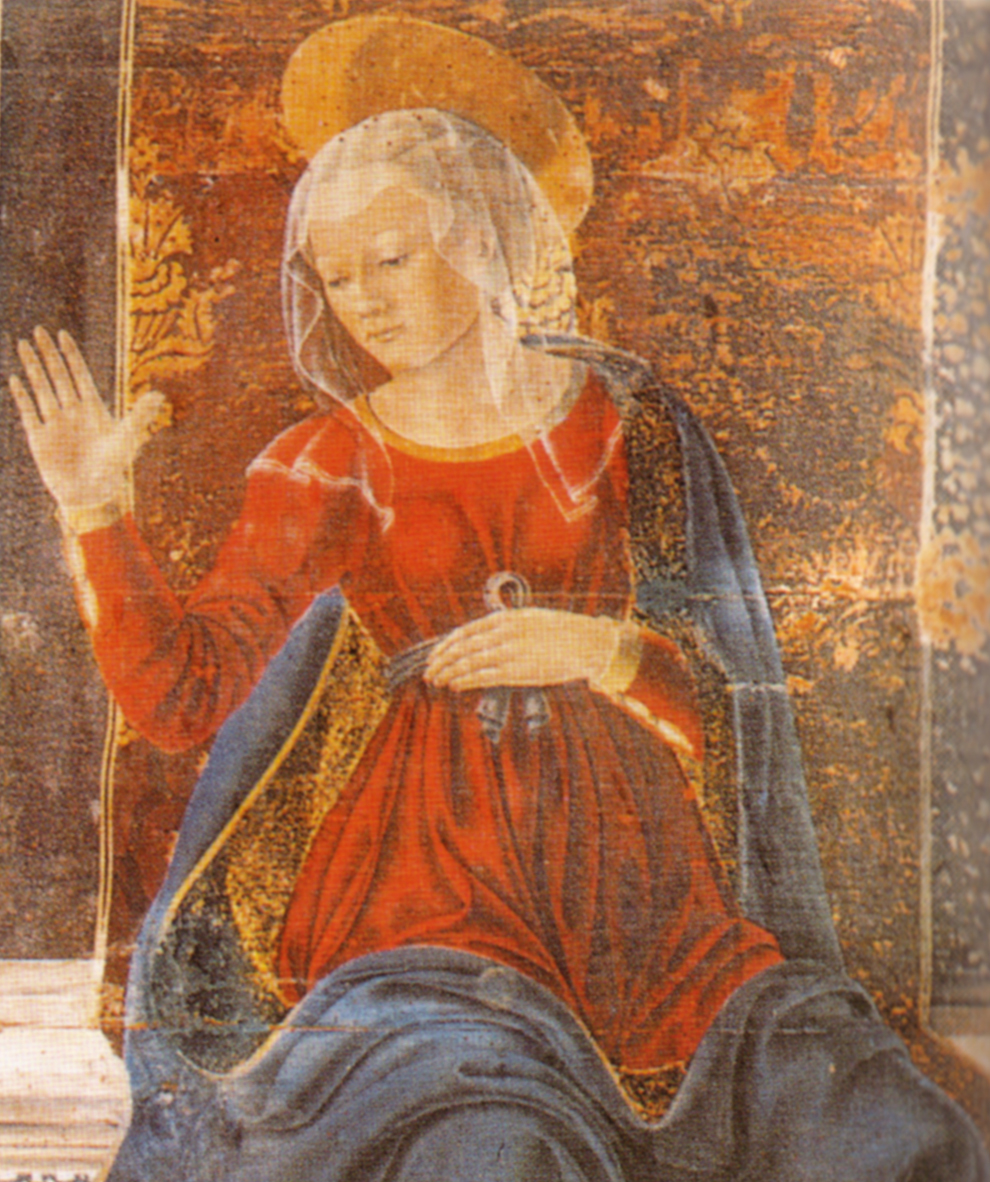
Annunciazione (dettaglio) di Alesso Baldovinetti

Il ciclo decorativo della cappella è concluso dai restanti affreschi di Alesso Baldovinetti, nei pennacchi sopra gli arconi e nelle lunette sotto la volta, eseguiti a partire da settembre 1466. I primi sono decorati da otto Profeti, le seconde da quattro Evangelisti e quattro Padri della Chiesa. Dalla parete della tomba del Cardinale, in senso antiorario, si incontrano nelle lunette:
1. Sant'Agostino e san Giovanni evangelista
2. San Gregorio Magno e san Luca
3. San Girolamo e san Marco
4. Sant'Ambrogio e san Matteo (tra una finta finestra)

I profeti sono dotati di un cartiglio con parte delle loro profezie cristologiche e mariane e a causa del cattivo stato di conservazione sono solo in parte riconoscibili. Si riconoscono comunque David e Isaia, Elia e Neemia, Boaz (forse) e un altro e infine Giacobbe e Aronne. Anche attorno all'arcone esterno si trovano due figure simili, non identificabili. Le coppie di profeti sono state scelte in accordo con i soggetti sottostanti, in accordo con la loro rivelazione profetica.
Le pitture del Baldovinetti erano dotate di particolare lucentezza data anche dall'uso di vari smalti a secco, che si sono poi deteriorati. Si deve immaginare allora un serrato dialogo tra la smagliante cupola del Della Robbia e l'uso prezioso e sfavillante del colore del Baldovinetti, ormai irrimediabilmente compromesso. Anche la tavola dell'Annunciazione doveva avere questi particolari accorgimenti tecnici, che dovevano rendere molto sapientemente la consistenza materica dei singoli elementi (gioielli, tessuti e ogni più piccolo dettaglio).